# Anemia alfredi-rohrii
Anemia alfredi-rohrii är en ormbunkeart som beskrevs av Alexander Curt Brade. Anemia alfredi-rohrii ingår i släktet Anemia och familjen Anemiaceae. Inga underarter finns listade.